# Väster-Rissjön
Väster-Rissjön är en sjö i Dorotea kommun i Lappland och ingår i Ångermanälvens huvudavrinningsområde. Sjön har en area på 1,25 kvadratkilometer och ligger 465 meter över havet. Sjön avvattnas av vattendraget Väster-Rissjöbäcken.

## Delavrinningsområde
Väster-Rissjön ingår i det delavrinningsområde (718340-148093) som SMHI kallar för Utloppet av Väster-Rissjön. Medelhöjden är 551 meter över havet och ytan är 13,21 kvadratkilometer. Det finns inga avrinningsområden uppströms utan avrinningsområdet är högsta punkten. Väster-Rissjöbäcken som avvattnar avrinningsområdet har biflödesordning 5, vilket innebär att vattnet flödar genom totalt 5 vattendrag innan det når havet efter 290 kilometer. Avrinningsområdet består mestadels av skog (87 procent). Avrinningsområdet har 1,25 kvadratkilometer vattenytor vilket ger det en sjöprocent på 9,4 procent.